# Issa Malick Coulibaly
Pour les articles homonymes, voir Coulibaly.
Issa Malick Coulibaly, né le 19 août 1953 à Korhogo, est un médecin et homme politique ivoirien. Spécialiste de la lutte contre le VIH, il a été directeur adjoint de cabinet et ministre de Laurent Gbagbo.

## Formation et carrière médicale
Né le 19 août 1953 à Korhogo, au nord de la Côte d'Ivoire, Issa Malick Coulibaly est membre de la famille Coulibaly, descendant du chef sénoufo Péléforo Gbon Coulibaly. Il fait ses études au lycée Houphouët-Boigny de Korhogo.
Docteur en médecine spécialisé en pneumologie et phtisiologie, ainsi qu'en santé publique et en épidémiologie, il dirige le programme national de lutte contre le sida (PNLS) de 1993 à 1999. Il est également consultant pour plusieurs agences spécialisées et programmes de l'Organisation des Nations unies ; l'OMS, à l'ONUSIDA, au PNUD et à l'UNICEF. De 2000 à 2007, inspecteur des services de santé au ministère de la santé. Il est alors militant du Parti démocratique de Côte d'Ivoire (PDCI).

## Parcours politique
En 2008, son cousin Kassoum Coulibaly, président du syndicat des transporteurs de Côte d’Ivoire lui présente Laurent Gbagbo. Issa Malick Coulibaly devient conseiller technique chargé de la lutte contre le VIH du ministre de la santé et de l'hygiène publique Rémi Allah Kouadio, puis en avril 2009, il est nommé directeur adjoint de cabinet de la présidence de la République.
Lors de la campagne présidentielle de 2010, Laurent Gbagbo le nomme directeur de campagne. Musulman pratiquant et descendant du chef sénoufo Gbon Coulibaly, il est alors perçu comme une pièce maitresse pour drainer les suffrages du Nord, réputé fidèle à Alassane Ouattara dont le directeur de campagne n'est autre que son neveu et maire de Korogho Amadou Gon Coulibaly.
À la suite du scrutin, le 7 décembre 2010, Issa Malick Coulibaly est nommé ministre de l'Agriculture dans le gouvernement dirigé par Gilbert Marie N'gbo Aké. Le 20 février 2011, en pleine crise postélectorale, son domicile du quartier Banaforo à Korhogo est incendié, ainsi que deux bureaux locaux du FPI. À la suite de l'arrestation de Laurent Gbagbo le 11 avril 2011, Issa Malick Coulibaly s'exile au Bénin où il reprend des études auprès de la Chaire UNESCO des droits de la personne humaine et de la démocratie de l'université d’Abomey Calavy. Il effectue des recherches sur le rôle de la mission de certification des élections par le représentant spécial l’ONU dans la crise ivoirienne, qu'il publie en décembre 2020 dans un ouvrage intitulé Les Nations unies et les élections en Afrique ; Le cas de l'élection présidentielle de 2010 en Côte d'Ivoire. Le 10 septembre 2021, il rentre en Côte d'Ivoire, après dix ans d'exil. Il est vice-président de la plateforme Ensemble pour la démocratie et la souveraineté (EDS) ayant permis à des membres pro-Gbagbo du FPI d'être élu à l'Assemblée nationale lors des élections législatives de 2021.

## Famille
Issa Malick Coulibaly est le petit-fils de Péléforo Gbon Coulibaly, patriarche de la famille Coulibaly. Il est également le cousin du premier maire de Korogho Lanciné Gon Coulibaly et oncle d'Amadou Gon Coulibaly, premier ministre d'Alassane Ouattara.

## Publication
- Les Nations unies et les élections en Afrique ; Le cas de l'élection présidentielle de 2010 en Côte d'Ivoire, Paris : L'Harmattan, 2020, 216 p.  (ISBN 978-2-343-20531-1)